# Gemelos (Matrix)
Los Gemelos son un dúo de personajes de ficción de la película The Matrix Reloaded, interpretados por Neil Rayment y Adrian Rayment. Son dos personajes secundarios al servicio de Merovingio.

## Historia enThe Matrix Reloaded
Los Gemelos son inicialmente vistos en el restaurante de Merovingio, sentados a una mesa pequeña y fumando de un narguilé. Más tarde, cuando Morfeo y el grupo liberan al Cerrajero, Merovingio envía a los Gemelos a acabar con ellos y recuperar al cerrajero. Gracias a sus habilidades, los Gemelos capturan a Morfeo y Trinity en el aparcamiento del restaurante, pero éstos logran escapar en un coche y huyen por la autopista. Ante ello, los Gemelos no tardan en coger otro coche para perseguirles por toda la ruta, abriendo fuego con un HK UMP contra ellos y contra la policía y los Agentes, quienes también están interesados en detenerles. Uno de los Gemelos logra deslizarse al asiento de atrás del coche de Morfeo y compañía y lucha brevemente con ellos, inmovilizando a su líder; sin embargo, el forcejeo se interrumpe cuando uno de los Agentes salta encima del coche, arrancando el techo, y Morfeo y el Gemelo disparan contra él, sin efecto, hasta que logran derribarle con un frenazo dado por Trinity. Acto seguido, Morfeo apuñala al Gemelo con una katana, lo que le obliga a volverse intangible para evitar el daño, causando así su salida involuntaria del coche. El Gemelo es recogido por su compañero y ambos prosiguen la persecución, pero al final de ésta, Morfeo logra hacer volcar su vehículo y dispara contra él, haciéndolo explotar y lanzando a sus pasajeros por los aires. Su destino final es desconocido, pero ambos logran entrar en su estado fantasmal en pleno vuelo, por lo que presumiblemente sobreviven.

## Historia enThe Matrix Online
En The Matrix Online, los Gemelos aparecen fuera de línea, por motivos desconocidos. Sin embargo, Merovingio consigue restablecer sus programas, retornando a los Gemelos a la normalidad.

## Atributos y apariencia
Los Gemelos son, como su nombre indica, dos individuos idénticos. Se presentan como dos personajes fríos e intimidantes que usan trajes blancos, gafas de sol negras y cabello recogido en rastas blanquecinas, casi del mismo color que su piel. Son muy hábiles en artes marciales, utilizando armas como garfios y navajas de afeitar para la lucha a corto alcance, y también manejan armas de fuego con gran precisión. Sin embargo, su habilidad más icónica es la capacidad de volverse intangibles a voluntad, convirtiéndose en formas traslúcidas y fantasmales de sí mismos. Esto les permite evadir cualquier tipo de daño a sus cuerpos, y también regenera el daño físico que ya hayan acumulado. El paso de un estado a otro disipa el impulso físico que lleven, pero pueden compensar esta debilidad moviéndose bajo forma intangible para evitar el rozamiento del aire y así desplazarse a gran velocidad.
Los Gemelos son fuertemente leales a Merovingio. Inexpresivos y estoicos, no muestran mucho de su personalidad, aunque parecen mirarlo todo de forma escéptica y sin mucho interés. Cuando hablan, utilizan "nosotros" en vez de "yo", lo que hace pensar que quizá sean el mismo programa en dos cuerpos separados y no dos seres diferentes.
- Datos: Q2367710